# Paduniella anakenam
Paduniella anakenam är en nattsländeart som beskrevs av Malicky och Chantaramongkol in Malicky 1995. Paduniella anakenam ingår i släktet Paduniella och familjen tunnelnattsländor. Inga underarter finns listade i Catalogue of Life.